# Fülöp-szigeteki kakukkgalamb
A Fülöp-szigeteki kakukkgalamb (Macropygia tenuirostris) a madarak osztályának galambalakúak (Columbiformes) rendjébe, a galambfélék (Columbidae) családjába tartozó faj.

## Rendszerezése
A fajt Charles Lucien Jules Laurent Bonaparte francia ornitológus írta le 1854-ben.

## Alfajai
- Macropygia tenuirostris borneensis Robinson & Kloss, 1921
- Macropygia tenuirostris phaea McGregor, 1904
- Macropygia tenuirostris septentrionalis Hachisuka, 1930
- Macropygia tenuirostris tenuirostris Bonaparte, 1854[2]

## Előfordulása
Délkelet-Ázsiában, a Fülöp-szigetek és TajvanTajvan területén honos. Természetes élőhelyei a szubtrópusi és trópusi síkvidéki esőerdők, valamint másodlagos erdők. Állandó, nem vonuló faj.

## Megjelenése
Testhossza 41 centiméter, testtömege 157–191 gramm.

## Természetvédelmi helyzete
Az elterjedési területe nagyon nagy, egyedszáma pedig stabil. A Természetvédelmi Világszövetség Vörös listáján nem fenyegetett fajként szerepel.